# Misteri della vita
Misteri della vita è un album del cantautore italiano Marco Ferradini, pubblicato nel 1985 dall'etichetta discografica Muvicom con distribuzione Ricordi.
Il disco contiene 8 brani, la metà dei quali composti unicamente dallo stesso artista.

## Tracce

### Lato A
1. Misteri della vita
2. Due gelati
3. Caterina
4. Viaggio a sorpresa

### Lato B
1. Quando un amore
2. Chissà che fine hai fatto
3. C'è una cosa
4. Faccia d'angelo

## Formazione
- Marco Ferradini – voce
- Dino Ceglie – sintetizzatore, programmazione
- Antonio Summa – basso
- Paolo Steffan – batteria elettronica, programmazione
- Claudio Bazzari – chitarra elettrica, chitarra acustica
- Paolo Donnarumma – basso
- Lele Melotti – batteria
- Sandro Lorenzetti – percussioni
- Massimo Spinosa – sintetizzatore, programmazione
- Roberto Giuliani – tastiera, sintetizzatore, pianoforte